# Eupithecia seminigra
Eupithecia seminigra là một loài bướm đêm trong họ Geometridae.